# Lepidiota keyensis
Lepidiota keyensis är en skalbaggsart som beskrevs av Moser 1912. Lepidiota keyensis ingår i släktet Lepidiota och familjen Melolonthidae. Inga underarter finns listade i Catalogue of Life.